# Grampound with Creed
Grampound with Creed – gmina (civil parish) w Anglii, w Kornwalii. Leży 50 km na północny wschód od miasta Penzance i 361 km na zachód od Londynu.